# (32296) Aninsayana
(32296) Aninsayana est un astéroïde de la ceinture principale.

## Description
(32296) Aninsayana est un astéroïde de la ceinture principale. Il fut découvert le 24 août 2000 à Socorro (Nouveau-Mexique) par le projet LINEAR. Il présente une orbite caractérisée par un demi-grand axe de 3,10 UA, une excentricité de 0,06 et une inclinaison de 1,8° par rapport à l'écliptique.

## Compléments